# Phtheochroa vulneratana
Phtheochroa vulneratana es una especie de polilla de la familia Tortricidae. Se encuentra en Italia, Austria, Suiza, Fennoscandia, Rusia (Alai, Sajan, Irkutsk, Amur, Kamchatka, Transbaikal). Las Montañas del Pamir y Mongolia. También se encuentra en América del Norte (desde Alaska a Columbia Británica y desde el sur hasta Colorado) y Japón (Hokkaido, Honshu). La especie se encuentra en hábitats ártico-alpinos.